# Wiershop
Wiershop är en kommun och ort i Kreis Herzogtum Lauenburg i förbundslandet Schleswig-Holstein i Tyskland.
Kommunen ingår i kommunalförbundet Amt Hohe Elbgeest tillsammans med ytterligare 9 kommuner.